# 莫尔托米耶
莫尔托米耶（法語：Morthomiers，法語發音：[mɔʁtɔmje]）是法国谢尔省的一个市镇，位于该省中部偏西，属于布尔日区和布尔日城市圈公共社区。

## 地理
莫尔托米耶（47°2'13"N, 2°16'36"E）面积14.54 平方千米，位于法国中央-卢瓦尔河谷大区谢尔省，该省份为法国中部省份，北起卢瓦雷省，西接卢瓦-谢尔省和安德尔省，南至克勒兹省，东南接阿列省，东临涅夫勒省。
与莫尔托米耶接壤的市镇（或旧市镇、城区）包括：拉沙佩勒圣于尔桑、马尔马涅、谢尔河畔圣弗洛朗、圣托雷特、勒叙布德赖、谢尔河畔新城。
莫尔托米耶的时区为UTC+01:00、UTC+02:00（夏令时）。

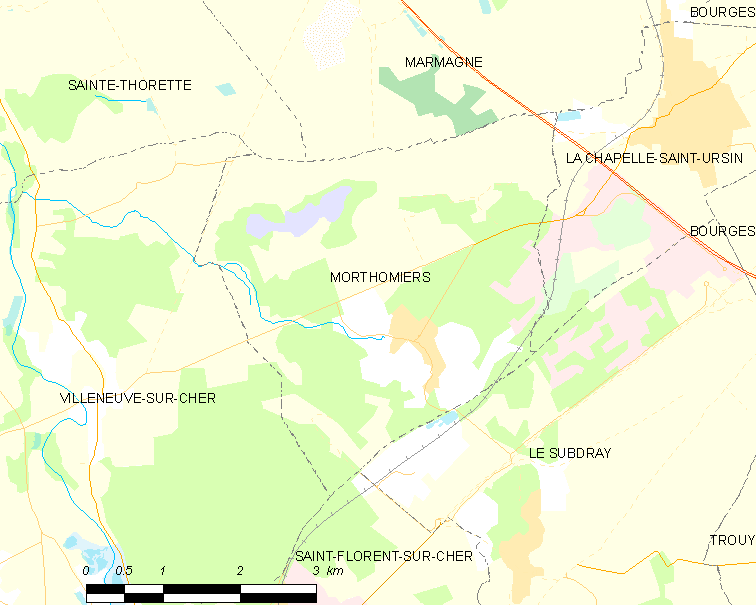
莫尔托米耶的OSM定位图

## 行政
莫尔托米耶的邮政编码为18570，INSEE市镇编码为18157。

## 政治
莫尔托米耶所属的省级选区为沙罗县。

## 交通
谢尔省省道D16线经过莫尔托米耶境内。

## 人口

1962-2008年间莫尔托米耶人口变化图示

莫尔托米耶于2022年1月1日时的人口数量为815人。